# Ben Zobrist
Benjamin Thomas Zobrist (Eureka, Illinois, 26 de mayo de 1981) es un exbeisbolista estadounidense, que jugó en las Grandes Ligas (MLB).

## Trayectoria

### Tampa Bay Rays
Fue reclutado por los Astros de Houston en el draft de 2004. Pero fue cambiado a los Tampa Bay Rays por Aubrey Huff. Debutó en Grandes Ligas el 1 de agosto de 2006. Para ese entonces, Zobrist era Campocorto. Fue hasta el 2009, cuando se lesionó  su compañero Akinori Iwamura, que empezó a jugar como segunda base. En septiembre de 2014, ante los Yankees de New York, consigue su hit número 1000 en la MLB.

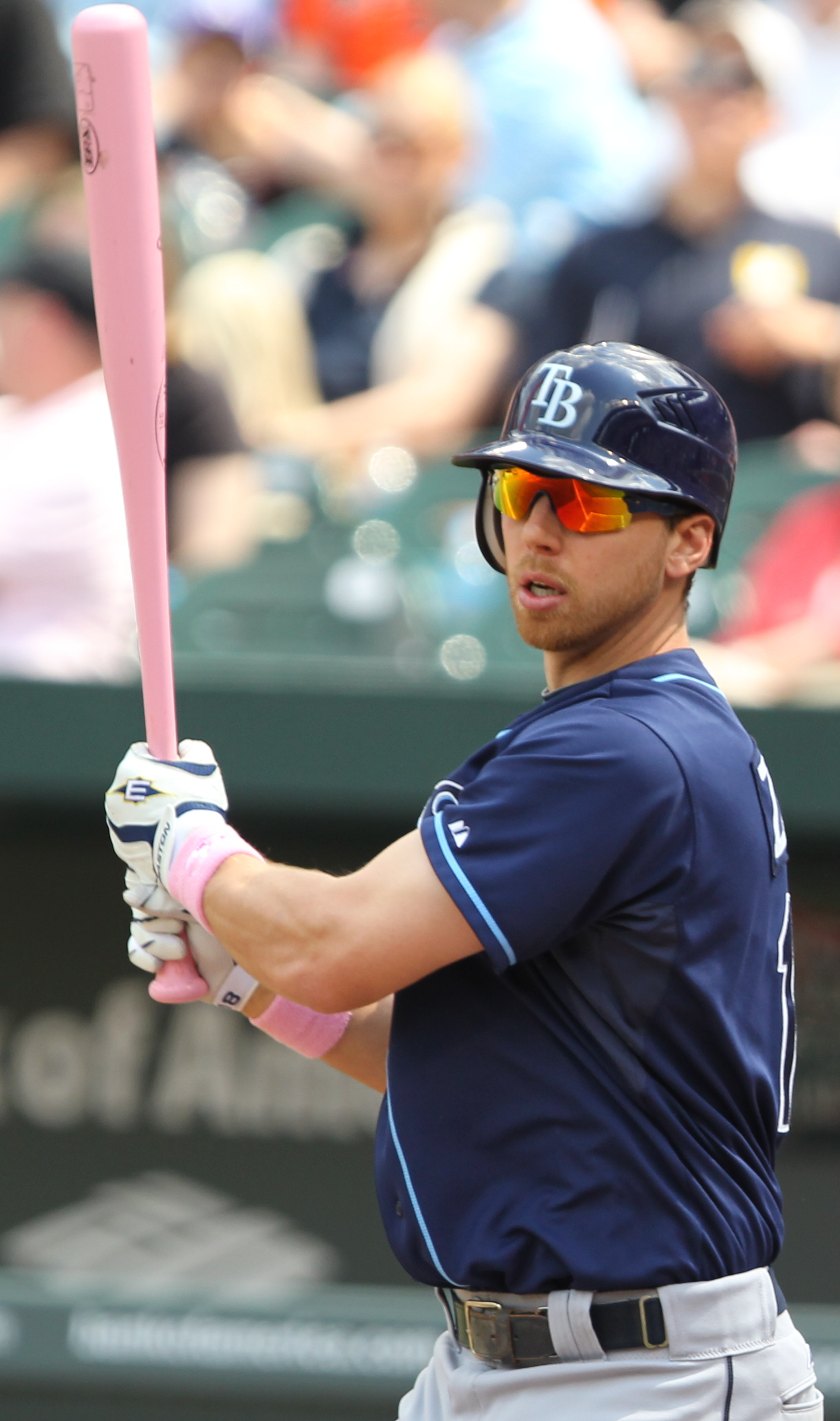
Ben Zobrist jugando para Tampa Bay.

Permaneció 9 temporadas, en las cuales bateó 1016 hits, de los cuales 229 fueron dobles, 32 triples y 114 jonrones, además ganó el Campeonato de la Liga Americana de 2008, y en 2010, 2011 y 2013 no pasó de la Serie Divisional de la Liga Americana.

### Paso fugaz por los Atléticos de Oakland y Reales de Kansas City
En enero de 2015, llegó a los Atléticos. En su primer turno al bate, bateó un jonrón con 2 impulsadas. Sin embargo, este comienzo prometedor fue opacado por una lesión en la rodilla que lo sacó por 5 semanas. En julio de ese mismo año, llegó a los Reales por Sean Manaea. Consiguió el título de la Serie Mundial de 2015 ante los Mets.

### Chicago Cubs
En el séptimo juego de la Serie Mundial de 2016, bateó un doblete empujando a Albert Almora en la décima entrada ante los Indios de Cleveland, poniendo el partido 7-6. Además ganó el premio de Jugador más valioso de la Serie Mundial.